# Арчер (ТВ серија)
Арчер (енгл. Archer) је амерички анимирани ситком за одрасле који је Адам Рид креирао за FX. Серија прати подвиге дисфункционалне обавештајне агенције, усредсређена на Стерлинга Арчера (глас му је дао Х. Џон Бенџамин) и његових седам колега — његову мајку/шефицу Малори Арчер (Џесика Волтер), Лану Кејн (Аиша Тајлер), Сирила Фигиса (Крис Парнел), Шерил Тант (Џуди Грир), Пем Пуви (Амбер Неш), Реја Џилета (Адам Рид) и др Алгернопа Кригера (Лаки Јејтс). Серија је смештена у анахрони универзум у стилу Хладног рата и пародира шпијунажу, културу и друштво, као и стање људи. Серију одликује уметничка реинвенција у новијим епизодама, изостављајући стандардну поставку ситкома на радном месту ради самосталних антологија. Враћа се својим коренима шпијунске пародије после десете сезоне.
Рид је зачео серију убрзо након отказивања његове комедије Frisky Dingo. Његово искуство на одмору у Шпанији под утицајем медијских франшиза као што је серијал о Џејмсу Бонду обликовало је његову визију серије. Неки од обележја укључују референце на поп културу, брзи дијалог и метакомедију. Арчер је био продуциран у ограниченом стилу анимације која визуелно црпи из стрипова из средине двадесетог века. Глумци су снимали своје реплике појединачно, а серија је редовно ангажовала глумце који се понављају за споредне улоге. Од премијере 17. септембра 2009. до финала 17. децембра 2023. емитовано је 145 епизода серије, у четрнаест сезона.
Серија је добила позитивне критике критичара и освојила је бројне награде, укључујући четири награде Еми за програм у ударном термину и четири Награде по избору критичара. Такође је остварила 15 номинација за награду Ени, између осталог, за изузетна достигнућа у анимацији, писању, режији и гласовној глуми. Као резултат континуираног успеха серије, настали су или су предложени различити облици лиценцираних медија.

## Ликови и поставка
Серија прати подвиге осам дисфункционалних тајних агената и помоћног особља Међународне тајне обавештајне службе (ИСИС), измишљене обавештајне агенције са седиштем у Њујорку. Групу чине Стерлинг Арчер, нарцисоидни женскарош и протагониста серије; Малори Арчер, пензионисани агент која је постала директорка ИСИС-а и Стерлингова подмукла, емоционално удаљена мајка; Лана Кејн, Стерлингова бивша девојка и мајка његове новорођене ћерке, и далеко најпрофесионалнији теренски агент у ИСИС-у; Реј Џилет, хомосексуални специјалиста за бомбе; Пем Пуви, шефица агенцијског одељења за људске ресурсе коју њене колеге често исмевају; Сирил Фигис, рачуновођа благих манира који касније постаје агент; Шерил Тант, Малорина делузиона, психотична лична секретарица; и др Алгерноп Кригер, бизарни, морално банкротирани научник који се мало обазире на добробит својих испитаника.
Серија садржи низ споредних ликова, од којих је неколико добило проширене улоге у каснијим епизодама. Главне споредни ликови су Слејтер, трговац оружјем и агент ЦИА-е; Катја Казанова, шефица КГБ-а и Стерлингова бивша љубавница; и Бери Дилан, Стерлингов непријатељ који, након што је нашао искупљење, постаје његов пријатељ.
Догађаји у раним сезонама серије одвијају се у анахроном универзуму у стилу Хладног рата. Историја у реалном времену се често помиње, иако је временски оквир серије намерно нејасан. Овај метод је омогућио продуцентима да изаберу елементе за које су сматрали да се најбоље уклапају у канон универзума. У новијим епизодама серије, Арчер избегава своје корене шпијунске комедије да би унапредио Стерлингов лик. Свака сезона има јединствену митологију догађаја која наглашава неспособност групе, где су приморани да предузму низ чудних задатака у крајње необичним околностима. Главна прича достиже врхунац када Стерлинг падне у кому. Од осме до десете сезоне, Арчер је поново замишљен у три самостална универзума, што се поклапа са дубљим истраживањем Стерлингове психе.

## Епизоде
| Сезона | Сезона | Епизоде | Епизоде | Оригинално емитовање | Оригинално емитовање |
| Сезона | Сезона | Епизоде | Епизоде | Премијера            | Финале               |
| ------ | ------ | ------- | ------- | -------------------- | -------------------- |
|        | 1.     | 10      | 10      | 17. септембар 2009.  | 18. март 2010.       |
|        | 2.     | 13      | 13      | 27. јануар 2011.     | 21. април 2011.      |
|        | 3.     | 13      | 13      | 15. септембар 2011.  | 22. март 2012.       |
|        | 4.     | 13      | 13      | 17. јануар 2013.     | 11. април 2013.      |
|        | 5.     | 13      | 13      | 13. јануар 2014.     | 21. април 2014.      |
|        | 6.     | 13      | 13      | 8. јануар 2015.      | 2. април 2015.       |
|        | 7.     | 10      | 10      | 31. март 2016.       | 2. јун 2016.         |
|        | 8.     | 8       | 8       | 5. април 2017.       | 24. мај 2017.        |
|        | 9.     | 8       | 8       | 25. април 2018.      | 13. јун 2018.        |
|        | 10.    | 9       | 9       | 29. мај 2019.        | 31. јул 2019.        |
|        | 11.    | 8       | 8       | 16. септембар 2020.  | 28. октобар 2020.    |
|        | 12.    | 8       | 8       | 25. август 2021.     | 6. октобар 2021.     |
|        | 13.    | 8       | 8       | 24. август 2022.     | 12. октобар 2022.    |
|        | 14.    | 11      | 11      | 30. август 2023.     | 17. децембар 2023.   |